# Bridge Trafford
Bridge Trafford – osada i były civil parish w Anglii, w hrabstwie ceremonialnym Cheshire, w dystrykcie (unitary authority) Cheshire West and Chester, w civil parish Mickle Trafford and District. W 2001 roku civil parish liczyła 33 mieszkańców. Bridge Trafford jest wspomniana w Domesday Book (1086) jako Tro(s)ford.